# ألارد بيرد
ألارد بيرد (بالإنجليزية: Allard Baird) هو لاعب كرة قاعدة أمريكي، ولد في 8 نوفمبر 1961.